# Novopetróvskaya
Novopetróvskaya (del ruso: Новопетровская) es una stanitsa del raión de Pávlovskaya del krai de Krasnodar, en Rusia. Está situado a orillas del río Vesiólaya, afluente del río Yeya, 14 km al nordeste de Pávlovskaya y 150 km al nordeste de Krasnodar, la capital del krai. Tenía 1 450 habitantes en 2010.
Es cabeza del municipio Novopetróvskoye.

## Historia
Fue fundada como jútor Vesioli en 1907 y fue promovida al estatus de stanitsa en 1915.

## Transporte
Al oeste de la localidad pasa la carretera federal M4 Don.